# BAFTA-galan 2016
Den 69:e upplagan av British Academy Film Awards hölls i Royal Opera House, London den 14 februari 2016 och belönade insatser i filmer som visades i Storbritannien 2015. Årets värd var Stephen Fry.

## Vinnare och nominerade
Nomineringarna tillkännagavs den 8 januari 2016. Vinnarna listas i fetstil.
| Bästa film | Bästa regi |
| --- | --- |

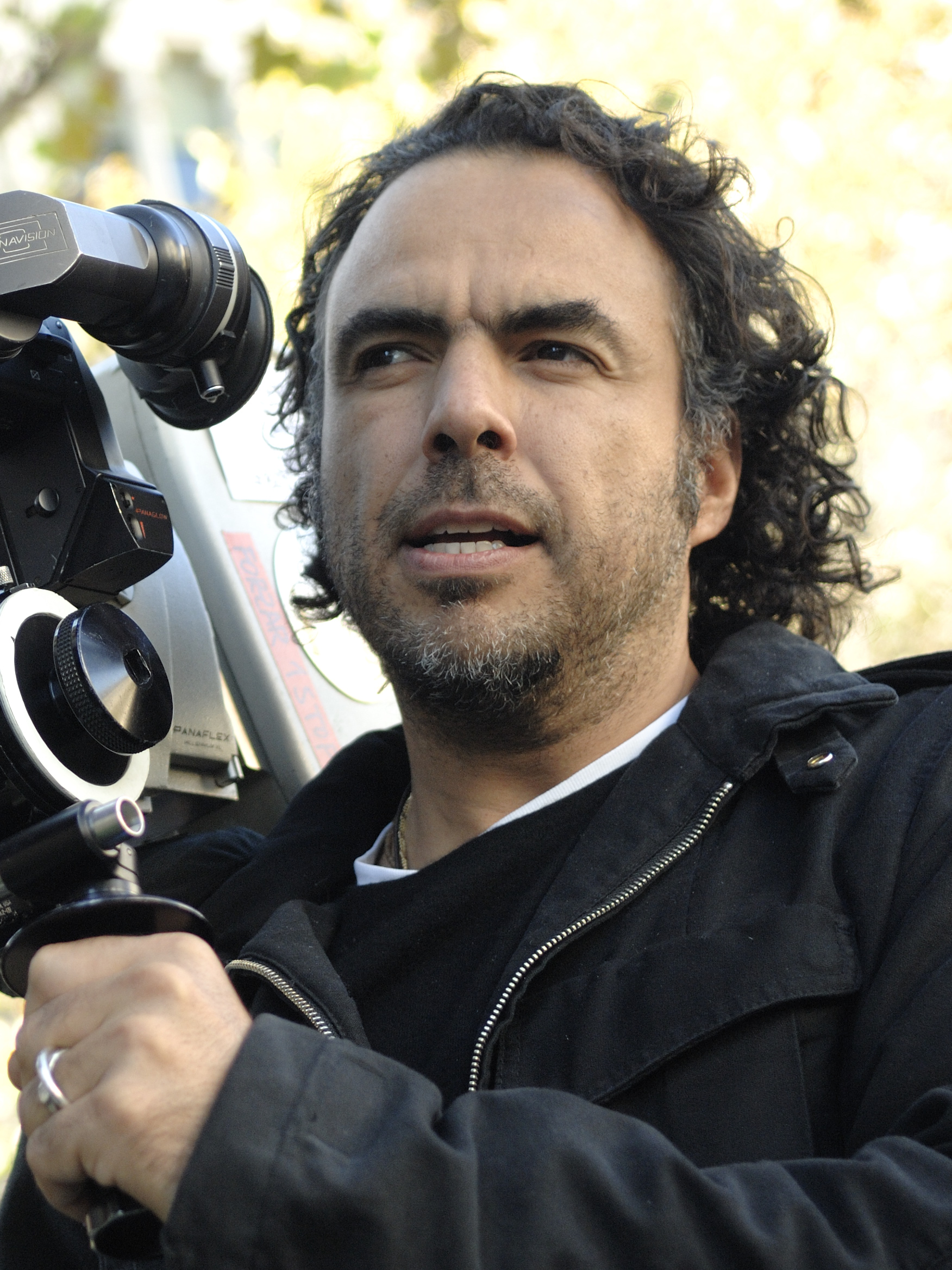
Alejandro González Iñárritu
Bästa regi

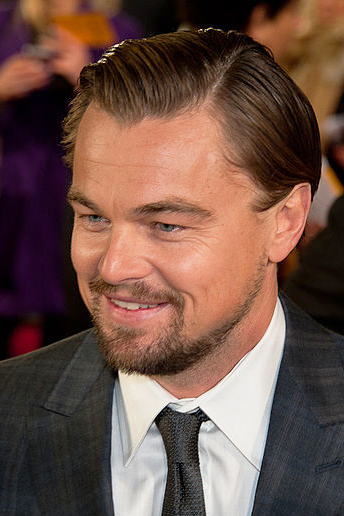
Leonardo DiCaprio
Bästa manliga huvudroll

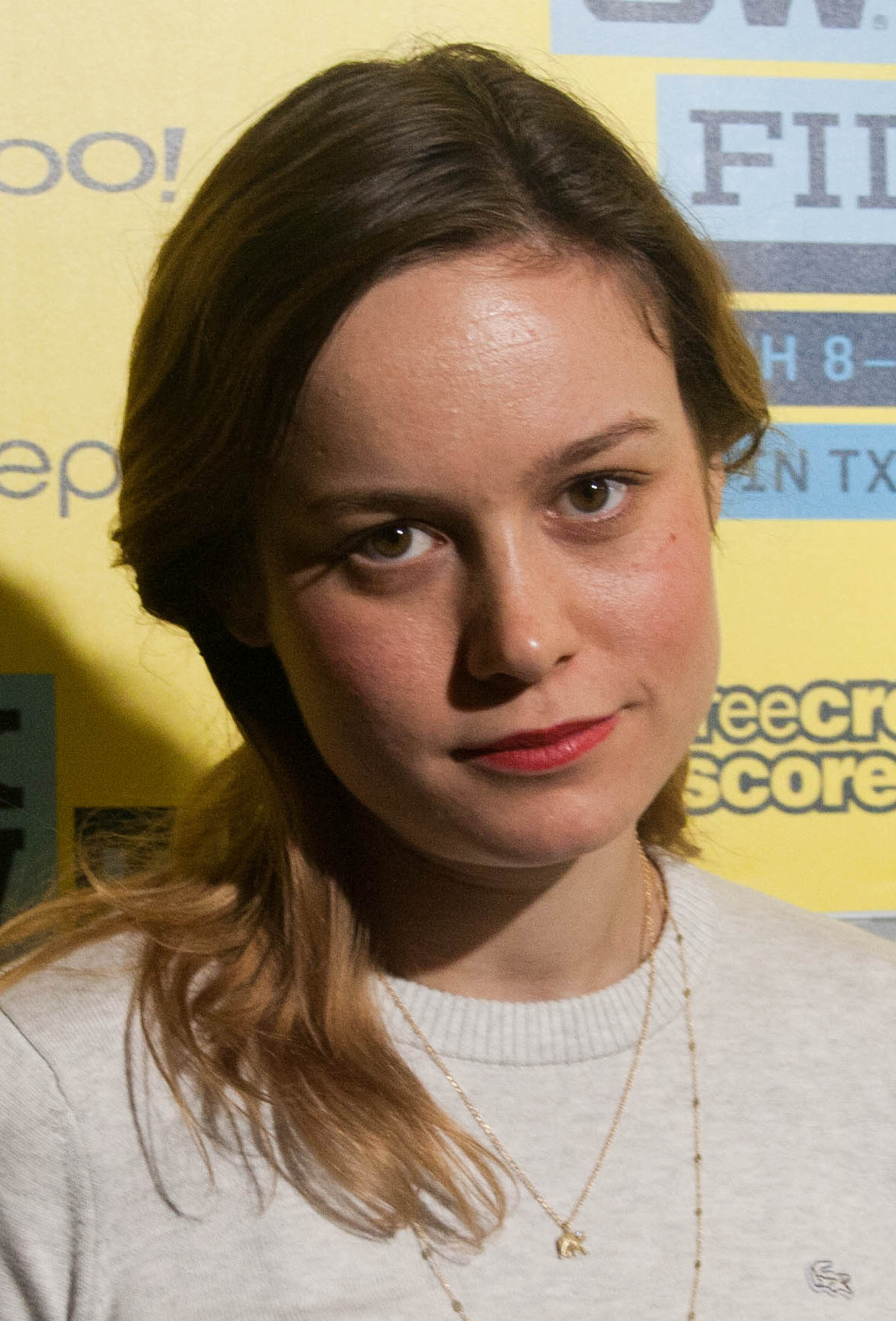
Brie Larson
Bästa kvinnliga huvudroll

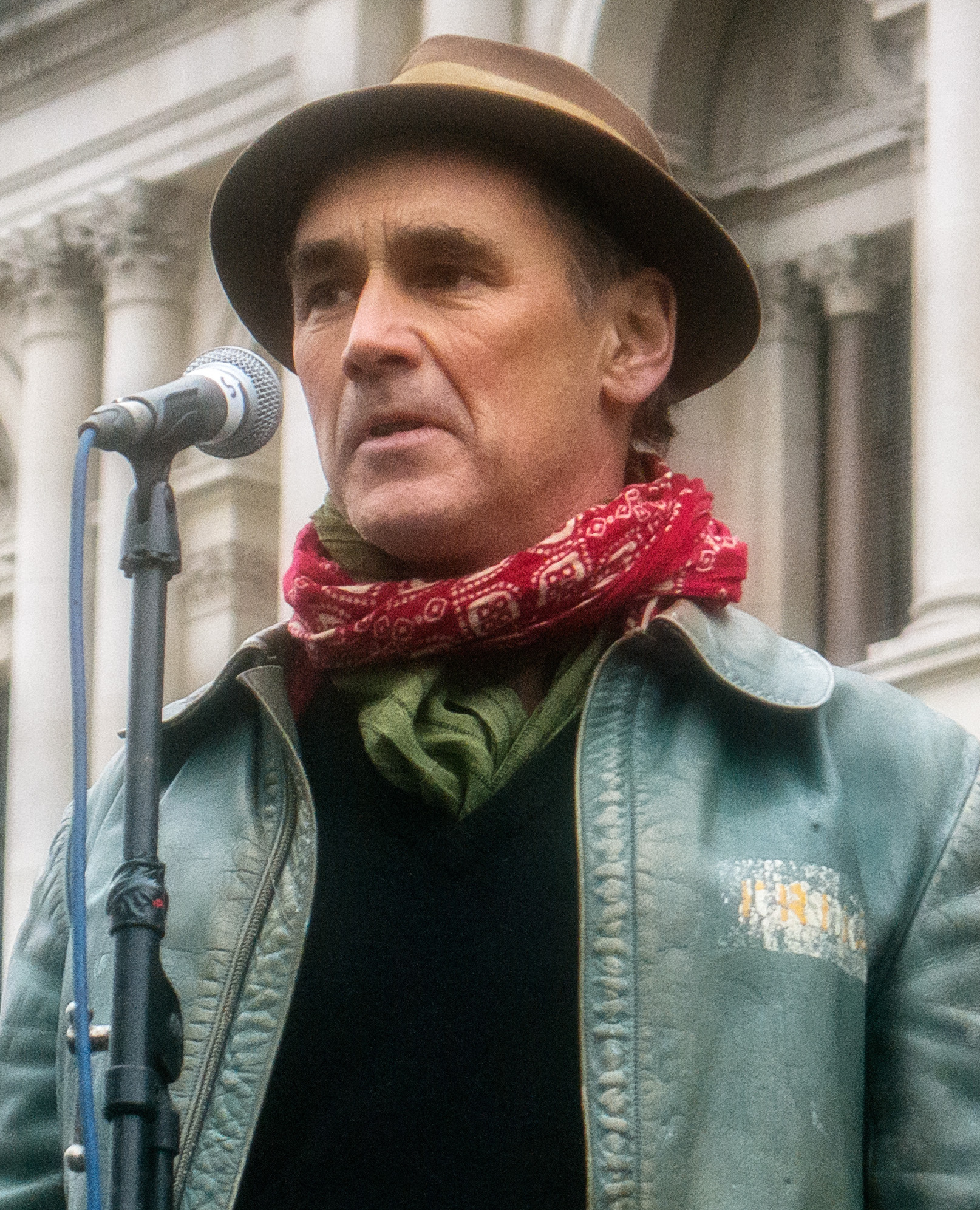
Mark Rylance
Bästa manliga biroll

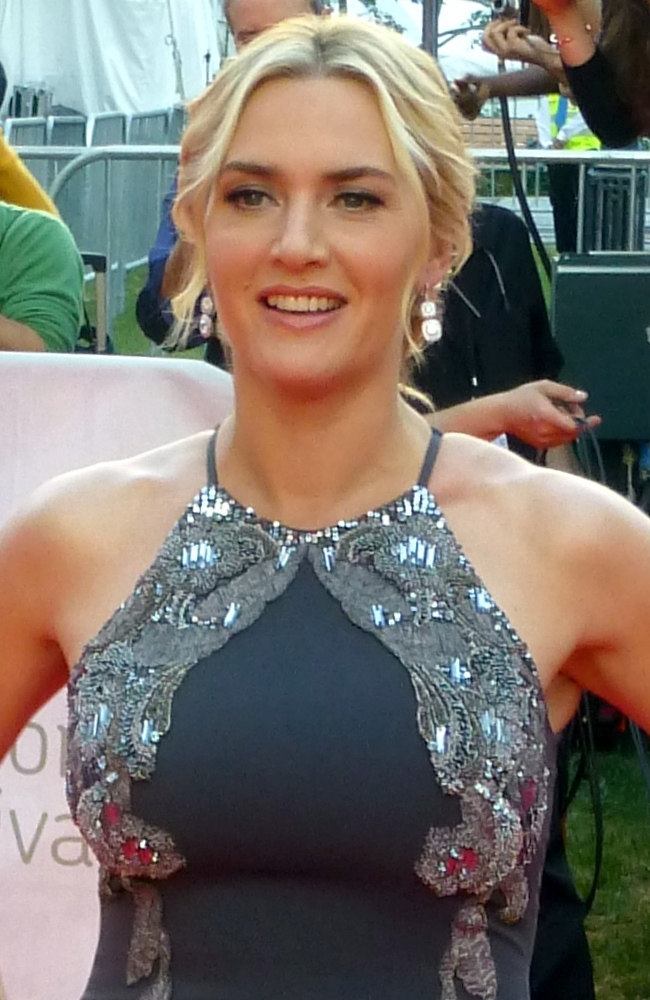
Kate Winslet
Bästa kvinnliga biroll

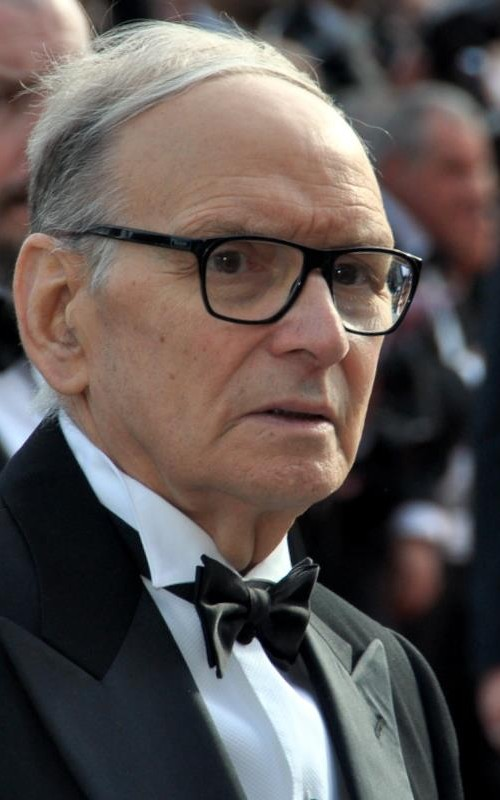
Ennio Morricone
Bästa filmmusik

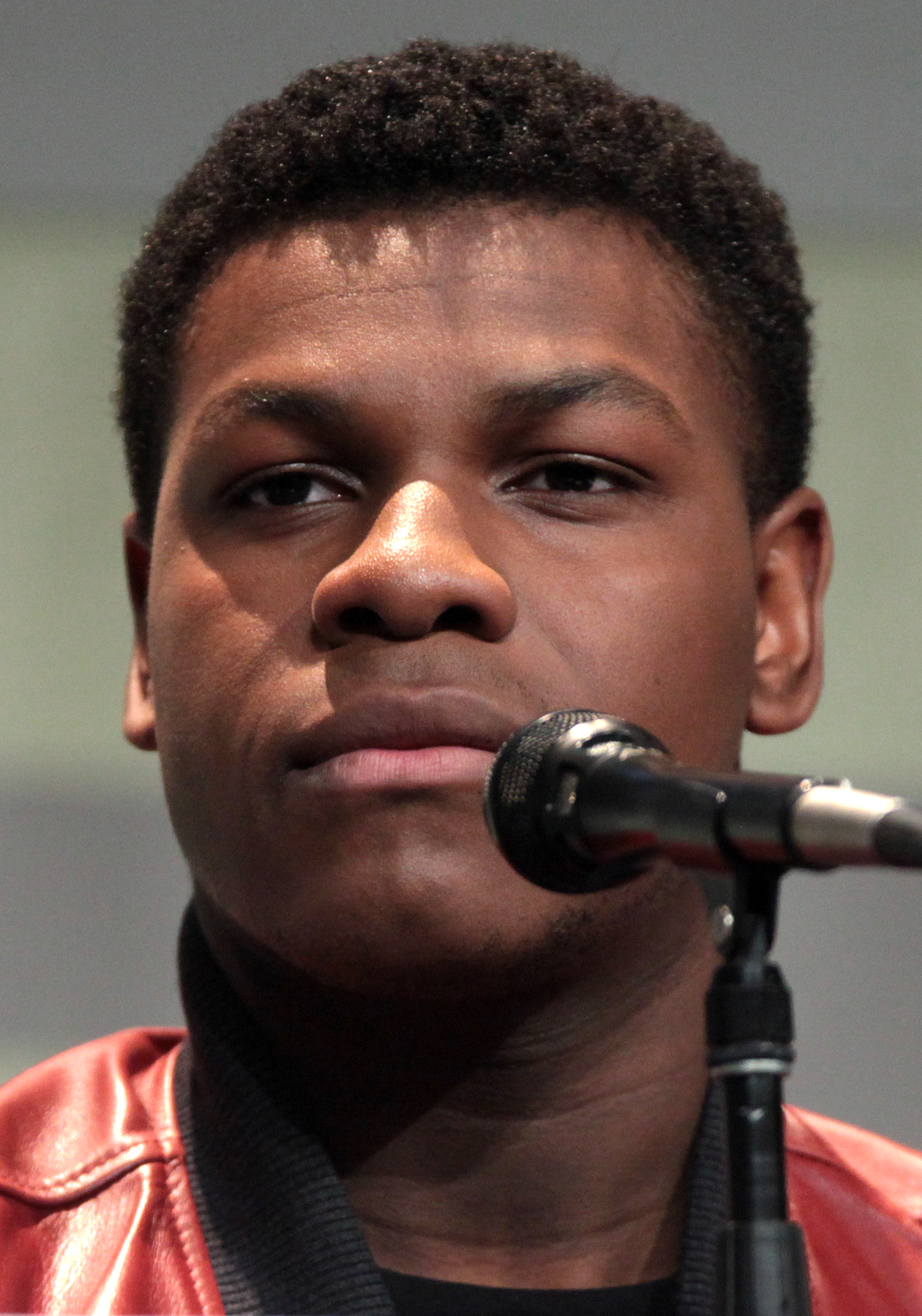
John Boyega
Rising Star Award

| The Revenant – Steve Golin, Alejandro González Iñárritu, Arnon Milchan, Mary Parent och Keith Redmon - The Big Short – Dede Gardner, Jeremy Kleiner och Brad Pitt - Carol – Elizabeth Karlsen, Christine Vachon och Stephen Woolley - Spionernas bro – Kristie Macosko Krieger, Marc Platt och Steven Spielberg - Spotlight – Steve Golin, Blye Pagon Faust, Nicole Rocklin och Michael Sugar                            | Alejandro González Iñárritu – The Revenant - Todd Haynes – Carol - Adam McKay – The Big Short - Ridley Scott – The Martian - Steven Spielberg – Spionernas bro |
| Bästa manliga huvudroll | Bästa kvinnliga huvudroll |
| Leonardo DiCaprio – The Revenant - Bryan Cranston – Trumbo - Matt Damon – The Martian - Michael Fassbender – Steve Jobs - Eddie Redmayne – The Danish Girl | Brie Larson – Room - Cate Blanchett – Carol - Saoirse Ronan – Brooklyn - Maggie Smith – The Lady in the Van - Alicia Vikander – The Danish Girl |
| Bästa manliga biroll | Bästa kvinnliga biroll |
| Mark Rylance – Spionernas bro - Christian Bale – The Big Short - Benicio del Toro – Sicario - Idris Elba – Beasts of No Nation - Mark Ruffalo – Spotlight | Kate Winslet – Steve Jobs - Jennifer Jason Leigh – The Hateful Eight - Rooney Mara – Carol - Alicia Vikander – Ex Machina - Julie Walters – Brooklyn |
| Bästa originalmanus | Bästa manus efter förlaga |
| Spotlight – Thomas McCarthy och Josh Singer - Ex Machina – Alex Garland - The Hateful Eight – Quentin Tarantino - Insidan ut – Josh Cooley, Pete Docter och Meg LeFauve - Spionernas bro – Matt Charman, Ethan Coen och Joel Coen | The Big Short – Adam McKay och Charles Randolph - Brooklyn – Nick Hornby - Carol – Phyllis Nagy - Room – Emma Donoghue - Steve Jobs – Aaron Sorkin |
| Bästa brittiska film | Bästa icke-engelskspråkiga film |
| Brooklyn – John Crowley, Finola Dwyer, Amanda Posey och Nick Hornby - 45 år – Andrew Haigh och Tristan Goligher - Amy – Asif Kapadia och James Gay-Rees - The Danish Girl – Tom Hooper, Tim Bevan, Eric Fellner, Anne Harrison, Gail Mutrux och Lucinda Coxon - Ex Machina – Alex Garland, Andrew Macdonald och Allon Reich - The Lobster – Yorgos Lanthimos, Ceci Dempsey, Ed Guiney, Lee Magiday och Efthymis Filippou | Wild Tales – Damián Szifrón - The Assassin – Hou Hsiao-hsien - Theeb – Naji Abu Nowar - Timbuktu – Abderrahmane Sissako - Turist – Ruben Östlund |
| Bästa dokumentär | Bästa debut av en brittisk författare, regissör eller producent |
| Amy – Asif Kapadia och James Gay-Rees - Cartel Land – Matthew Heineman och Tom Yellin - He Named Me Malala – Davis Guggenheim, Walter F. Parkes och Laurie MacDonald - Listen to Me Marlon – Stevan Riley, John Battsek, George Chignell och R.J. Cutler - Sherpa – Jennifer Peedom, Bridget Ikin och John Smithson | Naji Abu Nowar och Rupert Lloyd – Theeb - Alex Garland – Ex Machina - Debbie Tucker Green – Second Coming - Sean McAllister och Elhum Shakerifar – A Syrian Love Story - Stephen Fingleton – The Survivalist |
| Bästa filmmusik | Bästa ljud |
| The Hateful Eight – Ennio Morricone - The Revenant – Ryuichi Sakamoto och Carsten Nicolai - Sicario – Jóhann Jóhannsson - Spionernas bro – Thomas Newman - Star Wars: The Force Awakens – John Williams | The Revenant – Lon Bender, Chris Duesterdiek, Martín Hernández, Frank A. Montaño, Jon Taylor och Randy Thom - Mad Max: Fury Road – Scott Hecker, Chris Jenkins, Mark A. Mangini, Ben Osmo, Gregg Rudloff och David White - The Martian – Paul Massey, Mac Ruth, Oliver Tarney och Mark Taylor - Spionernas bro – Drew Kunin, Richard Hymns, Andy Nelson och Gary Rydstrom - Star Wars: The Force Awakens – David Acord, Andy Nelson, Christopher Scarabosio, Matthew Wood och Stuart Wilson |
| Bästa scenografi | Bästa foto |
| Mad Max: Fury Road – Colin Gibson och Lisa Thompson - Carol – Judy Becker och Heather Loeffler - The Martian – Arthur Max och Celia Bobak - Spionernas bro – Adam Stockhausen, Rena DeAngelo och Bernhard Henrich - Star Wars: The Force Awakens – Rick Carter, Darren Gilford och Lee Sandales | The Revenant – Emmanuel Lubezki - Carol – Edward Lachman - Mad Max: Fury Road – John Seale - Sicario – Roger Deakins - Spionernas bro – Janusz Kaminski |
| Bästa smink | Bästa kostym |
| Mad Max: Fury Road – Lesley Vanderwalt och Damian Martin - Brooklyn – Morna Ferguson och Lorraine Glynn - Carol – Jerry DeCarlo och Patricia Regan - The Danish Girl – Jan Sewell - The Revenant – Sian Grigg, Duncan Jarman och Robert A. Pandini | Mad Max: Fury Road – Jenny Beavan - Berättelsen om Askungen – Sandy Powell - Brooklyn – Odile Dicks-Mireaux - Carol – Sandy Powell - The Danish Girl – Paco Delgado |
| Bästa klippning | Bästa specialeffekter |
| Mad Max: Fury Road – Margaret Sixel - The Big Short – Hank Corwin - The Martian – Pietro Scalia - The Revenant – Stephen Mirrione - Spionernas bro – Michael Kahn | Star Wars: The Force Awakens – Chris Corbould, Roger Guyett, Paul Kavanagh och Neal Scanlan - Ant-Man – Jake Morrison, Greg Steele, Daniel Sudick och Alex Wuttke - Ex Machina – Mark Williams Ardington, Sara Bennett, Paul Norris och Andrew Whitehurst - Mad Max: Fury Road – Andrew Jackson, Dan Oliver, Tom Wood och Andy Williams - The Martian – Chris Lawrence, Tim Ledbury, Richard Stammers och Steven Warner                                                                     |
| Bästa animerade film | Bästa animerade kortfilm |
| Insidan ut – Pete Docter - Fåret Shaun - Filmen – Mark Burton och Richard Starzak - Minioner – Pierre Coffin och Kyle Balda | Edmond – Nina Gantz och Emilie Jouffroy - Manoman – Simon Cartwright och Kamilla Hodol - Prologue – Richard Williams och Imogen Sutton |
| Bästa kortfilm | Rising Star Award |
| Operator – Caroline Bartleet och Rebecca Morgan - Elephant – Nick Helm och Esther Smith - Mining Poems or Odes – Callum Rice och Jack Cocker - Over – Jörn Threlfall - Samuel-613 – Billy Lumby och Cheyenne Conway | John Boyega - Taron Egerton - Dakota Johnson - Brie Larson - Bel Powley |

### Academy Fellowship
- Sidney Poitier

### Outstanding British Contribution to Cinema
- Angels The Costumiers

### Filmer med flera vinster
- 5 vinster: The Revenant
- 4 vinster: Mad Max: Fury Road

### Filmer med flera nomineringar
- 9 nomineringar: Carol och Spionernas bro
- 8 nomineringar: The Revenant
- 7 nomineringar: Mad Max: Fury Road
- 6 nomineringar: Brooklyn och The Martian
- 5 nomineringar: The Big Short, The Danish Girl och Ex Machina
- 4 nomineringar: Star Wars: The Force Awakens
- 3 nomineringar: The Hateful Eight, Sicario, Spotlight och Steve Jobs
- 2 nomineringar: Amy, Insidan ut, Room och Theeb